# Sanawardo
Sanawardo – wieś w Gruzji, w regionie Kachetia, w gminie Kwareli. W 2014 roku liczyła 840 mieszkańców.